# 卡洛·迪比亚西
阿洛·迪比亚西（義大利語：Carlo Dibiasi，1909年10月19日—1984年10月28日），意大利跳水运动员和教练。

## 生平
1933年至1936年的4年间，卡洛蝉联着意大利跳板项目的全国冠军头衔。他也参加了柏林举办的1936年夏季奥林匹克运动会，取得了高台跳水项目的第10名。

## 家庭
儿子克劳斯·迪比亚西为三枚奥运跳水金牌得主，卡洛担任了其教练。

## 弟子
培养跳水运动员克劳斯·迪比亚西、乔吉奥·卡尼奥托等，使得意大利跳水在1960年代-70年代雄霸世界跳水界。